# Cerro de Cacalotepec
Cerro de Cacalotepec är en ort i kommunen Tejupilco i delstaten Mexiko i Mexiko. Samhället hade 217 invånare vid folkräkningen 2020.